# Mullagh (comté de Cavan)
Mullagh est un village (et une paroisse civile) du comté de Cavan, en Irlande.

## Géographie
Mullagh comptait 1 348 habitants en 2016.
Le village se situe au sud-est du comté, à la jonction des routes R191 et R194, routes régionales, près de la ville de Virginia, dans le comté de Cavan, de la frontière avec Kells et du village de Moynalty dans le comté de Meath.
Il contient un centre du patrimoine dédié à Kilian, né à Mullagh vers 640 et martyrisé à Würzburg, en Franconie, dans le nord de la Bavière, en Allemagne, vers 689.
Le centre propose également une exposition sur le script ogham et le développement du manuscrit enluminé.

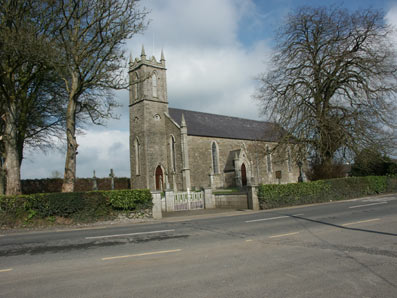
Église catholique Saint-Kilian, Mullagh.

L'église catholique, une structure victorienne de style néogothique, située à 400 m du village sur la route de Virginia (R194), est nommée en mémoire de son patron, saint Kilian.
Elle a été construite à la fin des années 1850.
Les ruines d'une église antérieure, connue sous le nom de « Teampeall Ceallaigh », subsistent sur un terrain qui appartient à l'Église d'Irlande, situé à environ 600 m, le long du même chemin.
Le village est situé à environ deux kilomètres de la frontière avec le comté de Meath et de la province de Leinster, matérialisée par le fleuve Borora qui se jette dans la rivière Owenroe à Mullug Bridge.
Les environs du village ont connu un développement résidentiel et industriel important ces dernières années. La proximité de Mullagh avec la nouvelle autoroute M3 a eu pour effet de rapprocher le village et le comté de Cavan du sud de Dublin et des grandes villes du Leinster.

## Services

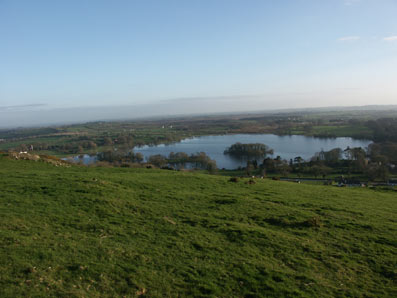
Le lac, vu de Mullagh Hill.

Mullagh Lake et Hill Walk, (à 2 km du village sur Virginia Road), un court de tennis, People's Park sur Mullagh Fair Green et une aire de jeux pour enfants à côté du centre du patrimoine de St. Kilian constituent des centres d'intérêt locaux.
Le parc commémoratif Edwin Carolan, situé sur la route de Moynalty, comprend un grand terrain de football gaélique (GAA) ouvert à tous les sports, une piste de 440 mètres autour du terrain, un centre sportif polyvalent et une salle de sport. En hiver, la piste est éclairée tous les soirs de 19h30 à 22h pour faciliter la pratique de la marche et de la course à pied.

## Organisations communautaires locales
Un club GAA pour hommes et femmes, Cúchulainns GFC, des jeux communautaires (club d'athlétisme), une société de théâtre (Millrace Drama Group), un club de golf, un club d'amitié, des groupes de parents et de tout-petits, des guides et des éclaireuses constituent les organisations communautaires locales. 
Le comité de développement touristique et communautaire de Mullagh, les associations de Mullagh Tidy et la St Kilian's Housing Association ont récemment fourni 12 logements pour personnes âgées.

## Transports
La ligne no 108 des Bus Éireann propose trois voyages par jour (un le dimanche) jusqu'à Kells via Moynalty et trois voyages par jour (un le dimanche) jusqu'à Bailieborough.
Les liaisons vers Dublin et Dublin Airport sont accessibles à Kells (en irlandais : Ceanannas Mór).

## Événements

### Mullagh Fair Day

#### Historique
La foire de Mullagh était l’une des meilleures et des plus grandes du Nord-Est ; sa proximité avec la gare de Virginia Road permettait de transporter facilement le bétail acheté à Mullagh dans les ports de Dublin et de Drogheda. Cependant, la fermeture du marché de Mullagh en 1957 a clos un long chapitre de l’histoire de Mullagh puisque les premières chartes et licences furent accordées en 1621.

#### Aujourd'hui
Le comité de développement touristique et communautaire de Mullagh a rétabli la Foire en 1997 afin de s'assurer que la population actuelle reste en contact avec son riche passé historique. Au fil des ans, elle s’est développée pour devenir l’une des plus grands animations d’une journée dans le Nord-Est, destinée aux jeunes et aux moins jeunes. La foire a lieu chaque année le 2e dimanche de septembre.

## Associations historiques
Jonathan Swift, doyen de la cathédrale Saint-Patrick à Dublin, a écrit des parties de Les Voyages de Gulliver et de The Tale Of The Tub  alors qu'il habitait près de Mullagh. Swift séjournait dans la maison de campagne de son ami religieux, le révérend Thomas Sheridan, à la maison Quilca, située à proximité du vieux village historique de Mullagh. Les autres descendants notables de la famille Sheridan (Quilca) sont le dramaturge du XVIIIe siècle Thomas Sheridan et l'écrivain Richard Brinsley Sheridan.
Le village historique d'origine de Mullagh était situé à un kilomètre au nord-ouest du village actuel, près du lac Mullagh, juste à côté de Virginia Road, mais il n'en reste plus aucun élément distinctif.

## Personnalités locales
- Henry Brooke (1703-1783), nouvelliste et dramaturge, est né et a grandi à Rantavan House, tout près de Mullagh.
- T. P. McKenna, né à Mullagh, acteur de télévision ( All Creatures Great and Small, Inspecteur Morse )
- Brían F. O'Byrne, né à Mullagh, acteur de cinéma, de télévision et de théâtre (Frozen, Intermission, Brooklyn's Finest, Million Dollar Baby, FlashForward, Suspect principal (US), Love/Hate)